# 黃垣
黃垣（1528年—？），字拱辰，江西南昌府南昌縣人，民籍，明朝政治人物。

## 生平
嘉靖二十二年（1543年）癸卯科江西鄉試第二十名舉人。嘉靖二十九年（1550年）中式庚戌科會試第二百八十七名，三甲第一百四十二名進士。官行人。十一年（1583年）任開封府知府。

## 家族
曾祖黃子厚；祖父黃橙；父黃鍾，歲貢生。母張氏；繼母熊氏。重庆下。兄黄圻。弟黄埏。